# Municipio de Douglas (condado de Ida)
El municipio de Douglas (en inglés: Douglas Township) es un municipio ubicado en el condado de Ida en el estado estadounidense de Iowa. En el año 2010 tenía una población de 193 habitantes y una densidad poblacional de 2,07 personas por km².

## Geografía
El municipio de Douglas se encuentra ubicado en las coordenadas 42°31′7″N 95°41′10″O / 42.51861, -95.68611. Según la Oficina del Censo de los Estados Unidos, el municipio tiene una superficie total de 93.31 km², de la cual 93,22 km² corresponden a tierra firme y (0,1 %) 0,09 km² es agua.

## Demografía
Según el censo de 2010, había 193 personas residiendo en el municipio de Douglas. La densidad de población era de 2,07 hab./km². De los 193 habitantes, el municipio de Douglas estaba compuesto por el 98,45 % blancos, el 0,52 % eran asiáticos y el 1,04 % eran de una mezcla de razas. Del total de la población el 0 % eran hispanos o latinos de cualquier raza.